# Kemal Goga
Kemal Goga (* 22. Februar 1982 in Stuttgart) ist ein deutscher Radio- und Fernsehmoderator sowie Comedian.

## Leben und Wirken
Seit 2008 ist Goga Comedy-Redakteur und Moderator bei SWR3 sowie Mitautor und Sprecher der Comedyserien Baumarkt Hammer, Jogis Jungs, Tuten Gag und Tatort mit Til. Seit September 2012 war er als Moderator der EinsPlus Charts auch regelmäßig im Fernsehen zu sehen.
Seinen Werdegang beim Radio startete er im Jahre 2005 beim privaten Radiosender bigFM in Stuttgart. Dort volontierte er zwei Jahre und moderierte unter anderem zusammen mit Hans Blomberg in der bigFM Morningshow. Im Jahre 2008 wechselte er zum öffentlich-rechtlichen Sender SWR3 nach Baden-Baden. Seit dem 2. Oktober 2017 moderiert er gemeinsam mit Anneta Politi die SWR3 Morningshow.
Der Radiocomedian absolviert zudem Solo-Auftritte, in denen er seine deutsch-türkische Kindheit verarbeitet. Für den von Cem Özdemir und Wolfgang Schuster herausgegebenen Band Mitten in Deutschland verfasste er außerdem einen literarischen Beitrag zu dem Thema.